# Lacertaspis
Lacertaspis es un género de lagartos de la familia Scincidae que se distribuyen por el centro de África.

## Especies
Según The Reptile Database:
- Lacertaspis chriswildi (Böhme & Schmitz, 1996)
- Lacertaspis gemmiventris (Sjöstedt, 1897)
- Lacertaspis lepesmei (Angel, 1940)
- Lacertaspis reichenowi (Peters, 1874)
- Lacertaspis rohdei (Müller, 1910)